# Psi Fornacis
Psi Fornacis är en gulvit stjärna i huvudserien i Ugnens stjärnbild. Den går även under beteckningen HD 18149.
Stjärnan har visuell magnitud +5,92 och är knappt synlig för blotta ögat vid mycket god seeing.